# Svenska Motorvagnsklubben
Svenska Motorvagnsklubben är en svensk ideell förening, som grundades 1978 och som vårdar äldre järnvägsfordon. 
Svenska Motorvagnsklubben har tidigare haft sina fordon i lokstall i Falköping, men håller sedan 2016-2017 till i Lokstallet i Alvesta.
Föreningen hade 2015 ett tiotal rälsfordon, bland andra flera dieselrälsbussar av littera Y6 från 1953–1958 och två elrälsbussar av littera X16 från 1955. Föreningen har också ett motorvagnståg av typ X9 ("Paprikatåg"), vilket är under renovering (2020).
Svenska Motorvagnsklubben ger sedan 1979 ut medlemstidskriften Motorvagnen.